# 圓環緝菸事件

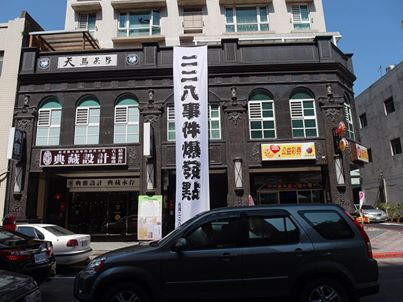
緝菸血案事發地位於天馬茶房門口，該建物於2005年被拆除後，今已改建成大樓。

圓環緝菸事件，俗稱緝菸血案，是1947年2月27日臺灣省專賣局臺北分局緝私組人員與憲警單位因查緝私菸而造成一死一傷的事件，該事件為二二八事件爆發的導火線。

## 經過

### 獲報查緝
1947年2月27日上午11時，專賣局獲線民陳朝濱密報稱淡水港將走私50多箱火柴、香菸，專賣局業務委員會第四組組長楊子才派遣葉得根、鍾延洲、趙子健、劉超群、盛鐵夫、傅學通6名專賣局緝私組查緝員，會同警察大隊分派的4名員警，及密報人陳朝濱前往搜查。但當他們抵達淡水時，僅查獲5箱私煙，未有成果。不久根據密報人所言，走私貨品已經轉往臺北市延平區天馬茶房，此處附近也是臺北最大的私貨集中地。查緝人員與警察先至太平町附近的小香園食用晚餐，並且以回程路上就近訪查。晚上7時30分，當前往圓環值勤查緝人員到達天馬茶房時，大多私販早就已經逃離現場。

### 誤擊民眾
儘管當地攤販立即逃散，但有名40歲寡婦林江邁不及逃避
，在延平北路和南京西路交會，臺北法主公廟對面的天馬茶房前遭攔截。查緝員將林江邁所擁有的全數菸品與現款查扣沒收後，居然也連帶沒收了專賣局製的香菸，與跪地哀求歸還的林江邁拉扯。其中林江邁提到：「如果全部沒收的話，我就沒飯吃了，至少把錢和專賣局製的香菸還給我吧……」這時許多聚集圍觀民眾也紛紛對查緝人員說情，但查緝員不予理會。林江邁隨後纏抱查緝人員之一的葉得根不放，查緝員情急之下以手槍槍柄敲擊林江邁頭部，林江邁當場頭部流血昏迷倒地。圍觀群眾看到林江邁倒地後，隨即氣憤地包圍追打查緝員，查緝員見狀連忙棄車逃跑，但民眾仍然持續跟隨在後。查緝員為求脫身，其中一名查緝員傅學通在永樂町一帶向著群眾開槍示警，誤擊當時在自家住宅旁觀看熱鬧的陳文溪（20歲，胸部中彈，送至南京西路洪源火外科醫院急救，次日死亡，兄陳木榮是歸綏市場一帶的角頭，事件後的二二八處理委員會中與蔣渭川持同立場。）。
當天在天馬茶房喝茶的《中外日報》駐台北記者周青回憶，那時他見到傅學通把林江邁的香菸和現款沒收，就勸傅學通不要這樣作，但傅學通沒聽，反過來拿槍托打林江邁的頭，打得頭破血流，林江邁抱著他。周圍群眾見況，就有開始「喊打」，傅學通見狀拔腿就跑向淡水河第三水門旁，亂中開了兩槍，一槍打空，一槍擊中在亭仔腳旁邊的一個青年。
緝私組人員和警員則趁亂逃至永樂町派出所。群眾之後到永樂町派出所要求處理，但派出所讓查緝員自後門逃離，並轉移至中山堂附近的臺北市警察局。找不到兇手的民眾更加憤怒，為此打破查緝員卡車的玻璃，將卡車推倒於道路旁後加以焚毀。案發經過，見（1947年3月18日）台北市警察局第四組張姓警員在事後對林江邁所做筆錄內容，和「民國三十六年偵字四九一號殺人案」的高等法院紀錄。

### 包圍警局
晚上9時左右，專賣局業務委員會常務委員李炯支與業務會第四組組長楊子才得知消息後，趕往現場處理。見到2人卡車抵達後，民眾試圖向前毆打，迫使李炯支、楊子才轉至台北市警察總局，不過群眾也跟隨前往警察總局。之後600名至700名群眾包圍警察總局，要求交出並槍斃肇事兇手。警察局警官出面說明，李炯支和楊子才也表示將會懲辦查緝員，然而群眾仍持續要求交出肇事人。兩人不得已會同台北市警察局局長陳松堅，將6名查緝員送往憲兵隊看管。由於過去專賣局的查緝已造成數起死傷，而這次事件又有過去緝菸傷人的累犯（即盛鐵夫），不滿的民眾要求立即將6名查緝員逮捕，李炯支、楊子才兩人則以「刑罪罰惡，律有明文，未予擅便答覆」為由解釋，但民眾不服並認為警方試圖保護傅學通等人。不滿的群眾於是搜索警察局，但找不到傅學通等人。

### 憲民對峙

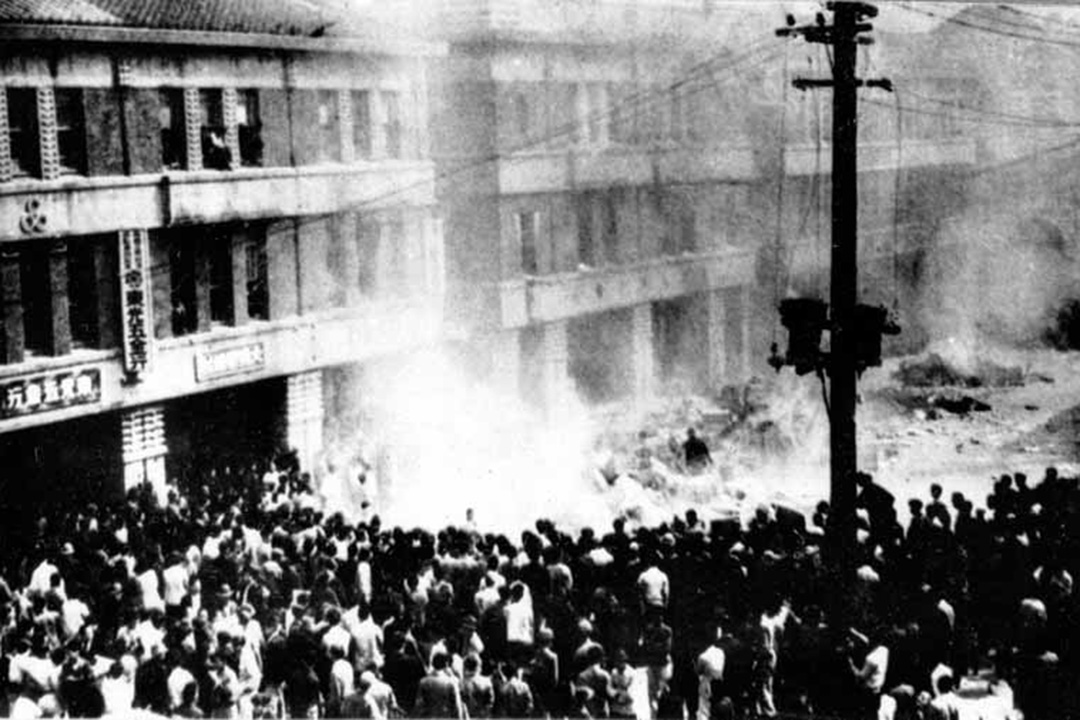
緝菸血案發生後，前往包圍肇禍者任職機關台灣省專賣局台北分局的抗議群眾，時間為1947年2月28日。

群眾得知查緝員已送至《台灣新生報》報社對面的憲兵隊第4團團部後，於晚上9時包圍憲兵團並要求搜查犯人。團長張慕陶拒絕民眾要求，下令一排憲兵上前擺出射擊姿勢，群眾因而躲進《台灣新生報》報社騎樓。之後《中外日報》記者周傳枝向《台灣新生報》代理主編吳金鍊借銅鑼以助長聲勢，雨停之後群眾又再度包圍憲兵隊。亦有青年組成示威隊伍開始於街上通告晚上所發生的事情。雖然張慕陶多次威脅和規勸，由於群眾在憲兵隊及警察局兩邊的交涉一直得不到結果，群眾於是在細雨中徹夜包圍憲兵隊及警察局，直至天亮仍不肯離開。

### 通告大眾
部分民眾還要求《台灣新生報》報社刊登此事，但由於報社得到台灣省行政長官公署宣傳委員會不得刊登事件消息的命令，對此吳金鍊加以拒絕且說明報社立場。在民眾威脅以汽油燒毀報社的情況下，吳金鍊不得已轉請報社社長李萬居出面，後者同意刊登後民眾才離開報社。隔天《台灣新生報》以5號字發表數百字的消息報導。2月28日，由於包圍警察局和憲兵隊，要求處理肇事者未果，憤怒的群眾在臺北市各處集結遊行、街頭演說、呼籲罷市。

### 圍攻專賣局

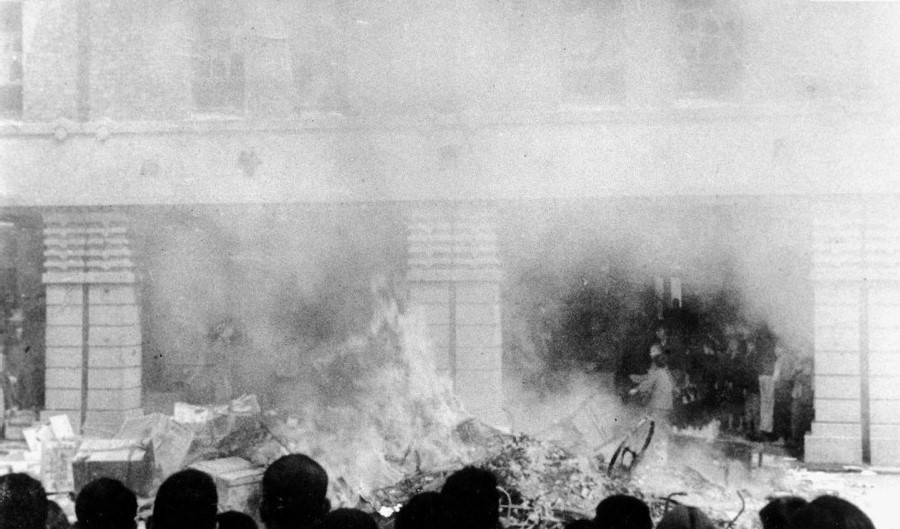
因緝菸血案造成一死一傷，憤怒的群眾包圍專賣局臺北分局並焚燒物件（2月28日上午10時）。

28日，臺北市許多商店陸續關店，部分地區不滿的民眾、學生、退伍士兵紛紛罷工、罷課和罷市，並在街頭示威遊行，要求懲罰兇手。大小商店即刻響應相繼關門，市民紛紛湧上街頭觀看，市區擠滿人群，尤其大稻埕人山人海，民心憤慨，群情激昂。上午十時許，憤怒的市民衝入肇事查緝員所任職的專賣局臺北分局，痛毆專賣局職員，當場打死兩人、毆傷四人，搗毀辦公器具及玻璃，並將菸、酒、火柴、汽車等物搬出戶外焚毀。十二時許，民眾前往南門專賣總局，因門戶緊閉僅打破玻璃。民眾又衝入前後任專賣局長的公館搗毀器物，專賣局南門工廠亦被搗毀 。

## 後續
攻擊專賣局後，群眾集結於台灣省行政長官公署（即現在行政院所在館舍）門口抗議，公署衛兵無差別開槍射殺請願民眾，造成多人死傷，使得民眾的情緒更加憤怒。之後抗議民眾轉進公署附近「臺北新公園」（今二二八和平紀念公園）繼續示威集結，並佔據位於公園內之「臺灣廣播電台」。長期對政府的不滿情緒，加上公署此事件處理不當，3月1日起，事件演化成全島性的反抗政府事件，即影響台灣社會至深的二二八事件。

## 審判
1947年3月，傅學通、葉得根、盛鐵夫、鐘延洲、趙子健、劉超群等六人均被逮捕，期間雖以「遭獄內押犯毆打」為由保外就醫，但仍於3月31日以殺人及傷害案件，經台北地方法院檢察官偵查終結，向傅學通、葉得根等人提起公訴。4月3日下午，地方法院刑庭庭長宣判，誤殺台北市民陳文溪的傅學通判處死刑，褫奪公權終身。以槍托打傷林江邁的葉得根判處4年6個月有期徒刑，褫奪公權3年。其餘盛鐵夫、鐘延洲、趙子健及劉超群無罪開釋，同年5月17日傅學通上訴最高法院，獲得改判十年定讞，而葉得根則維持原判。

## 其他說法

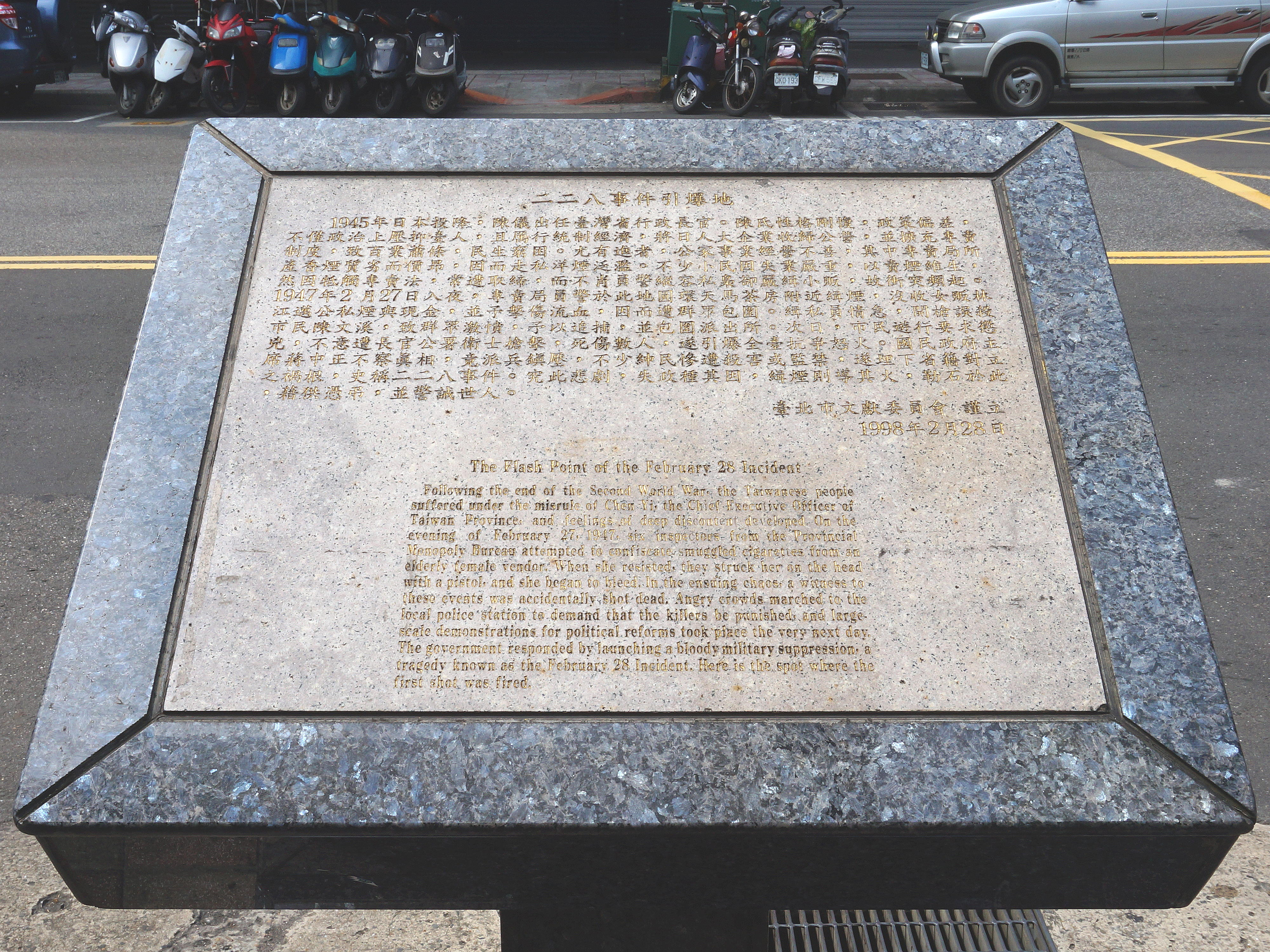
二二八事件引爆地紀念碑碑文

### 林江邁女兒林明珠說法
二二八事件的引爆點有另外一種說法，根據林江邁女兒林明珠於2006年接受聯合報訪問的說法，表示二二八事件的起因並非取締私菸造成，而是當時一位阿兵哥向林明珠買菸，由於語言不通，在其手往口袋裡掏時，被群眾認為其欲掏槍，造成群眾衝突，進而爆發此一事件。
林江邁女兒林明珠憶說，她拿著菸盒在賣散菸，林江邁是在離她十幾公尺外，阿兵哥問林明珠說菸多少錢？她聽不懂，這個是誤會，看我聽不懂他就說，我先吃1根再拿錢，後其再手掏口袋時，被群眾認為其欲掏槍，一旁的地痞混混在旁鼓譟叫囂有人呷免錢的菸！並且大聲呼喚附近的林江邁，說有人欺負妳女兒喔！旁邊的人就瘋起來擁上與阿兵哥拉扯，林明珠手上的菸跟著散落一地，就在語言不通及旁人起鬨下，衝突愈演愈烈。這時阿兵哥掏槍示警想要嚇退圍堵他的人，但舉槍時槍剛好槍把頂傷了急著衝上前找女兒的林江邁的頭而鮮血直流，圍觀者情緒更加沸騰激動。這時，被大人拉到一旁的林明珠聽到有人呼喊「阿桑，妳流血啦，還不快倒下，阿山仔，打人喔！」。

### 林明珠說法之爭議
根據黃守禮和王桂榮（王在林江邁的隔壁賣菸）的說法，林江邁之女林明珠聲稱人在現場，不過，他們當時都沒看見任何一位林江邁的小孩在現場；依據阮美姝的調查，二二七那晚林明珠不只沒有跟媽媽出去賣菸，她根本就不在台北，證人說是在桃園龜山山上的舊路坑（林江邁娘家），而林江邁長子林匏螺卻說二二七那天跟去賣菸的是四子文山，但是林匏螺長女林素卿表示，父親當時人不在台北。阮美姝自述2001年當時去訪問林明珠，林明珠表示當時年紀小，不在現場，六十年前當天她媽媽發生的事情她都不知道；學者陳儀深表示，阮美姝女士曾在2001年訪問過林明珠的哥哥林匏螺，林匏螺轉述母親林江邁的回憶並沒有外省軍人「語言不通」這一段。林匏螺長女林素卿表示，因為林匏螺是長子，一直被曾祖父留在龜山茶葉工廠幫忙，其他兩個兒子和姑姑林明珠被帶到台北幫忙母親賣菸，事發當時父親人根本不在台北，怎麼可能比人在現場的姑姑林明珠更了解事件發生經過，事實就是事實，沒有必要在事發六十年後出來幫任何人說任何謊。曾受臺北市文化局委託製作紀錄片《還原228》的楊渡表示，他製作的只是林江邁的後人對二二八的回憶，她（林明珠）本人認為語言問題是衝突的主要原因，不代表對二二八的歷史詮釋，也不代表對二二八的歷史認知。楊渡表示，林明珠是事件發生的親歷者，由林明珠日後與外省籍陳誠隨扈曾德順自由戀愛結婚，林江邁甚至主動促成，後來有人訪問了林江邁的大兒子林匏螺，他為了保護妹妹林明珠，刻意說當時是自己在現場，以免人們知道她後來嫁給了外省人。